# Louvetot
Louvetot is een gemeente in het Franse departement Seine-Maritime (regio Normandië) en telt 575 inwoners (1999). De plaats maakt deel uit van het arrondissement Rouen.

## Geografie
De oppervlakte van Louvetot bedraagt 7,4 km², de bevolkingsdichtheid is 77,7 inwoners per km².
De onderstaande kaart toont de ligging van Louvetot met de belangrijkste infrastructuur en aangrenzende gemeenten.

## Demografie
Onderstaande figuur toont het verloop van het inwonertal (bron: INSEE-tellingen).

1. ↑  Populations de référence 2022.